# Death Machine
Death Machine è un film del 1994 diretto da Stephen Norrington.
Pellicola di fantascienza che, sulla falsariga di Terminator, narra la storia di uno scienziato pazzo che scatena un terribile cyborg.
I nomi di gran parte dei protagonisti sono una celebrazione di alcuni dei registi più noti del genere fantascientifico quali Joe Dante, John Carpenter e Ridley Scott, mentre altri sono omaggi ad elementi presenti in altre saghe dello stesso genere, quali Weyland e Yutani.

## Trama
La multinazionale Chaank Armament Corporation produce armi mortali in un futuro molto prossimo. Per la multinazionale collabora uno scienziato pazzo, Jack Dante, divoratore di cartoni animati e di riviste pornografiche, nascosto in un bunker dove vive e dove sta progettando all'esperimento WarBeast, dove si sta costruendo un automa da guerra completamente d'acciaio e indistruttibile. Poiché l'esperimento riesce lo scienziato si adopera per asservire i vertici della società al suo volere minacciandoli con la sua invenzione con la quale uccide chiunque cerchi di opporglisi.
La dottoressa Hayden Cale, della quale Dante è innamorato, indaga sulle uccisioni dei nemici dello scienziato, il quale è a conoscenza delle sue indagini ma la lascia fare. Nel frattempo un piccolo team d'intervento composto da tre attivisti ecologisti, penetra nella sede della multinazionale per indagare sulle sue attività, scoprendo l'esistenza della macchina mortale. Nel tentativo di distruggerla verranno aiutati dalla dottoressa Cale, e tutti insieme dovranno cercare di sfuggire agli attacchi sferrati dall'automa di Dante che vuole ucciderli per nascondere la verità.